# 山西高等音乐学院
山西高等音乐学院是抗日战争期间存在于山西太原的一所学校。

## 历史沿革
山西高等音乐学院由侵华日军控制下的伪山西省政府设立，校址位于太原市新城北街原山西省立商业专科学校旧址。1941年11月10日正式开学，设有本科（吹奏）、师范科（音乐）和别科（器乐、作曲）三科。不久后停办。